# Zhůřský lom
Zhůřský lom je přírodní rezervace poblíž městyse Čachrov v okrese Klatovy. Chráněné území se nalézá asi 1 km východně od zaniklé vesnice Zhůří, 10 km jjv. od Čachrova. Oblast spravuje Správa NP a CHKO Šumava.

## Předmět ochrany
Důvodem ochrany jsou přirozeně se vyvíjející společenstva na rašeliništích, skalních výchozech a sutích zaniklého lomu.